# Murroojärvi
Murroojärvi är en sjö i kommunen Lieksa i landskapet Norra Karelen i Finland. Sjön ligger 130,2 meter över havet. Den är 17 meter djup. Arean är 77 hektar och strandlinjen är 7,7 kilometer lång. Sjön  ingår i Vuoksens huvudavrinningsområde.   Den ligger omkring 90 kilometer norr om Joensuu och omkring 460 kilometer nordöst om Helsingfors. 